# Ozyptila clavigera
Ozyptila clavigera là một loài nhện trong họ Thomisidae.
Loài này thuộc chi Ozyptila. Ozyptila clavigera được Octavius Pickard-Cambridge miêu tả năm 1872.